# Provincia de Töv
La aymag de Töv (en mongol: Тѳв аймаг) es una de las 21 aymags (provincias) de Mongolia. Se encuentra situada en el norte del país, del que toma una extensión de 74.000 kilómetros cuadrados, para una población total de 99.268 (datos de 2000). Su capital es Zuunmod.